# Jordet
Jordet is een plaats in de Noorse gemeente Trysil in fylke Innlandet. Het dorpje ligt aan fylkesvei 26, in het noorden van de gemeente. Het dorp kreeg in 2000 een eigen kerk die het noorden van de gemeente bedient.